# La Rivière-de-Corps

La Rivière-de-Corps este o comună în departamentul Aube din nord-estul Franței. În 1 ianuarie 2022 avea o populație de 3.681 de locuitori.